# Eishockey-Regionalliga 2020/21
In der Saison 2020/21 sind die Regionalligen Nord, Ost, West und Süd-West sowie die diesen gleichgestellte Bayernliga die vierthöchsten Ligenstufen im deutschen Eishockey.
Aufgrund der COVID-19-Pandemie wurden alle Ligen Anfang November 2020 unterbrochen bzw. nicht gestartet.

## Regionalliga Nord
Die Regionalliga Nord für Mannschaften aus Niedersachsen, Hamburg, Bremen, Schleswig-Holstein und Mecklenburg-Vorpommern wurde federführend vom Landeseissportverband Niedersachsen (NEV) für den sogenannten Nordverbund, bestehend aus den Landesverbänden der beteiligten Bundesländer, durchgeführt.

### Teilnehmer
- Adendorfer EC (im Vorjahr pausiert)
- EC Harzer Falken (Titelverteidiger)
- Weserstars Bremen
- Hamburger SV
- TuS Harsefeld
- TAG Salzgitter Icefighters
- CE Timmendorfer Strand  (Aufsteiger)
- ECW Sande

### Modus
Geplant war eine Doppelrunde (28 Spiele pro Mannschaft) ab 6. November 2020, gefolgt von einer Play-off-Runde der ersten vier Mannschaften. Der Starttermin wurde auf Anfang Dezember 2020 verschoben.

## Regionalliga Ost
Die Regionalliga Ost umfasste Mannschaften der Bundesländer Berlin, Sachsen, Sachsen-Anhalt und Thüringen. Ausrichter ist der Sächsische Eissportverband. Die Saison begann am 25. September 2020.

### Teilnehmer
Der ESV Halle 1b hatte nicht an der abschließenden Pokalrunde der Vorsaison teilgenommen und war damit sportlich abgestiegen. Als neue Mannschaft meldete der ES Weißwasser seine Juniorenmannschaft, während der ECC Preussen Berlin ein Insolvenzverfahren eingeleitet hatte und sich im Juli 2020 auflöste. Die Mannschaft wurde größtenteils vom in Berliner Schlittschuh-Club umbenannte Landesligisten ESC Berlin 2007 aufgenommen. Dieser meldete für die Regionalliga, zog aber kurz vor Saisonbeginn zurück.
- FASS Berlin
- Eisbären Juniors Berlin
- Tornado Niesky
- Dresdner Eislöwen 1b
- EHC Berlin Blues
- Chemnitz Crashers
- Schönheider Wölfe (Titelverteidiger)
- ES Weisswasser (neu)

### Modus
Die acht Mannschaften sollten eine Einfachrunde (14 Spiele pro Mannschaft) vom 25. September 2020 bis zum 3. Januar 2021 spielen. Die ersten fünf Teams hätten sich für die obere Zwischenrunde qualifiziert, die restlichen Mannschaften für die untere Zwischenrunde. Die ersten vier der oberen Zwischenrunde hätten die Play-offs im Modus Best-of-Five gespielt. Die Mannschaften auf den Plätzen 5 bis 8 hätten eine Pokalrunde ausgespielt.

### Tabelle
Stand bei Abbruch am 4. November 2020
|    | Mannschaft              | Sp | S3 | S2 | N1 | N0 | Tore  | Diff. | Pkte |
| -- | ----------------------- | -- | -- | -- | -- | -- | ----- | ----- | ---- |
| 1. | Schönheider Wölfe       | 4  | 4  | 0  | 0  | 0  | 27:8  | +21   | 12   |
| 2. | Eisbären Juniors Berlin | 5  | 4  | 0  | 0  | 1  | 26:19 | +7    | 12   |
| 3. | FASS Berlin             | 4  | 3  | 0  | 0  | 1  | 22:11 | +11   | 9    |
| 4. | ESV Chemnitz            | 6  | 3  | 0  | 0  | 3  | 35:25 | +10   | 9    |
| 5. | ES Weißwasser 1b        | 7  | 2  | 0  | 1  | 4  | 31:31 | 0     | 7    |
| 6. | Tornado Niesky          | 3  | 1  | 1  | 0  | 1  | 14:12 | +2    | 5    |
| 7. | Dresdner Eislöwen 1b    | 5  | 1  | 0  | 0  | 4  | 21:27 | −6    | 3    |
| 8. | EHC Berlin Blues        | 6  | 1  | 0  | 0  | 5  | 11:54 | −44   | 3    |

Abkürzungen: Sp = Spiele, S3 = Siege, S2 = Siege nach Verlängerung oder Penaltyschießen, N1 = Niederlagen nach Verlängerung oder
 Penaltyschießen, N0 = Niederlagen, T = Tore, (M) = Meister der Vorsaison, (N) = Aufsteiger 
Qualifiziert für die obere Zwischenrunde Qualifiziert für die untere Zwischenrunde

## Regionalliga West
Ausrichter der Regionalliga West war der Eishockeyverband Nordrhein-Westfalen (EHV-NRW). Neben NRW konnten an der RL West auch Mannschaften aus Hessen und Rheinland-Pfalz teilnehmen.

### Teilnehmer
Auf Grund der geringen Zahl an Mannschaften wurde die Regionalliga mit der bisherigen Landesliga NRW zusammengelegt. Die ursprünglich zwölf Mannschaften wurden in zwei Gruppen eingeteilt. Der ESV Bergisch Gladbach zog sich kurzfristig zurück.
| Gruppe A - Eisadler Dortmund (Aufsteiger Landesliga) - Moskitos Essen (Absteiger) - EHC Neuwied Die Bären 2016 - Ratinger Ice Aliens - TuS Wiehl (Aufsteiger Landesliga) - Grefrather EG (Aufsteiger Landesliga) | Gruppe B - Dinslaken Kobras - Füchse Duisburg (Absteiger) - Neusser EV - EHC Troisdorf (Aufsteiger Landesliga) - EC Bergisch Land (Aufsteiger Landesliga) |

### Modus
In beiden Gruppen wäre jeweils eine Vorrunde gespielt worden (10 Spiele bzw. 8 Spiele), mit Start im Dezember 2020. Die besten vier jeder Gruppe hätten sich für die Hauptrunde qualifiziert, die ebenfalls als Einfachrunde ausgetragen würde (14 Spiele). Die Platzierungen hätten die Setzung für die Play-offs bestimmt. Die restlichen Mannschaften auf den Plätzen 5 und 6 der Vorrunde hätten in einer Doppelrunde um den NRW-Regio-Pokal gespielt (12 Spiele).

## Regionalliga Süd/West
Die Regionalliga Süd-West umfasst das Gebiet des Bundeslandes Baden-Württemberg. Ausrichter war der Eissport-Verband Baden-Württemberg. Traditionell nahm auch der EHC Zweibrücken aus Rheinland-Pfalz an der Liga teil.

### Teilnehmer
- HEC Eisbären Heilbronn
- SC Bietigheim 1b
- ESC Hügelsheim 09
- EV Ravensburg 1b
- Maddogs Mannheim
- 1. CfR Pforzheim (Aufsteiger)
- Stuttgarter EC
- EHC Zweibrücken
- EC Eisbären Eppelheim

### Modus
Die Teilnehmer hätten eine Eineinhalbfach-Runde gespielt (24 Spiele). Die besten vier Mannschaften hätten sich für die Playoffs qualifiziert, die restlichen Teams für eine Pokalrunde. Der Sieger der Playoffs wäre sportlich für die Oberliga Süd qualifiziert gewesen.

### Tabelle
Stand bei Abbruch Anfang November 2020
|    | Mannschaft                 | Sp | S3 | S2 | N1 | N0 | Tore  | Diff. | Pkte |
| -- | -------------------------- | -- | -- | -- | -- | -- | ----- | ----- | ---- |
| 1. | Eisbären Heilbronn         | 6  | 3  | 1  | 0  | 2  | 20:13 | +7    | 11   |
| 2. | ESC Hügelsheim 09          | 4  | 3  | 0  | 1  | 0  | 18:11 | +7    | 10   |
| 3. | SC Bietigheim-Bissingen 1b | 4  | 3  | 0  | 0  | 1  | 15:11 | +4    | 9    |
| 4. | 1. CfR Pforzheim           | 6  | 3  | 0  | 0  | 3  | 20:18 | +2    | 9    |
| 5. | Stuttgarter EC             | 7  | 3  | 0  | 0  | 4  | 28:27 | +1    | 9    |
| 6. | EV Ravensburg 1b           | 4  | 2  | 0  | 0  | 2  | 18:8  | +10   | 6    |
| 7. | EKU Mannheim               | 4  | 2  | 0  | 0  | 2  | 19:16 | +3    | 6    |
| 8. | EHC Zweibrücken Hornets    | 2  | 1  | 0  | 0  | 1  | 9:11  | −2    | 3    |
| 9. | EC Eisbären Eppelheim      | 5  | 0  | 0  | 0  | 5  | 4:36  | −32   | 0    |

Abkürzungen: Sp = Spiele, S3 = Siege, S2 = Siege nach Verlängerung oder Penaltyschießen, N1 = Niederlagen nach Verlängerung oder
 Penaltyschießen, N0 = Niederlagen, T = Tore
Qualifiziert für die Playoffs Teilnehmer Pokalrunde

## Bayernliga
Die Bayernliga 2020/21 wurde vom Bayerischen Eissport-Verband organisiert und war die 53. Austragung dieser Liga. Wegen der COVID-19-Pandemie wurde die Saison bereits nach 9. Spieltagen abgebrochen und konnte auch zu einem späteren Zeitpunkt nicht fortgeführt werden.

### Teilnehmer
Die Vorsaison wurde abgebrochen, ohne dass sportliche Auf- und Absteiger ausgespielt wurden. Der Bayerische Eissport-Verband erklärte, dass durch den Abbruch keinem Verein ein Nachteil entstehen dürfe. Daher wurden auf Antrag alle vier Halbfinalisten der Landesliga-Aufstiegsrunde 2020 in die Bayernliga aufgenommen. Der Oberligist ERC Sonthofen hätte zwar nach der Insolvenz seiner Spielbetriebsgesellschaft eine Startberechtigung für die Bayernliga, verzichtete aber und startet in der Bezirksliga neu. Der EC Bad Kissinger Wölfe hatte sich dagegen bereits am 22. November 2019 aus der laufenden Bayernligasaison zurückgezogen. Die EHF Passau und der HC Landsberg haben sich für die Oberliga Süd beworben. Damit verbleiben 15 Mannschaften für die Bayernliga:
- TSV Erding
- ESC Dorfen
- EA Schongau
- EHC Klostersee
- EHC Königsbrunn
- ERV Schweinfurt
- EC Pfaffenhofen
- TSV Peißenberg
- EHC Waldkraiburg
- ESC Riverrats Geretsried
- TEV Miesbach (Meister)
- ESV Buchloe (Aufsteiger)
- ESC Kempten (Aufsteiger)
- ERSC Amberg (Aufsteiger)
- VfE Ulm/Neu-Ulm (Aufsteiger)

### Modus
Die besten fünf Mannschaften nach der Hauptrunde (28 Spiele) qualifizieren sich für die Verzahnungsrunde mit den Plätzen 11 bis 13 der drittklassigen Oberliga Süd. Die sechs besten Mannschaften der Verzahnungsrunde stehen in den Playoffs. Platz 7 und 8 müssen mit den beiden Siegern der Abstiegsrunde in die Pre-Playoffs.
Die Teams ab Platz 6, nach der Hauptrunde spielen in einer Abstiegsrunde, die in einer Einfachrunde gestaffelt in zwei Gruppen, durchgeführt wird um den Klassenerhalt und die Teilnehmer der Pre-Playoffs (beide Gruppensieger) aus.
Mit Wirkung vom 10. November 2020 hat der Bayerische Eissport-Verband entschieden, die Saison unter den aktuellen Rahmenbedingungen und unter Anwendung des aktuellen Spielmodus – in Folge des erneuten Lockdown (ab 2. November 2020) auf Grund der Covid19-Pandemie – wie schon in der Vorsaison abzubrechen. Über eine Fortführung der Saison unter einem veränderten Spielmodus und über den Ab- bzw. Aufstieg wird entschieden, sobald eine Aufnahme des Trainings- und Spielbetriebes wieder in Aussicht ist.

### Tabelle
* Stand zum Saisonabbruch am 10. November 2020
|     | Mannschaft       | Sp | S3 | S2 | N1 | N0 | Tore  | Diff. | Pkte |
| --- | ---------------- | -- | -- | -- | -- | -- | ----- | ----- | ---- |
| 1.  | TEV Miesbach     | 9  | 6  | 3  | 0  | 0  | 53:24 | +29   | 24   |
| 2.  | EHC Waldkraiburg | 8  | 7  | 0  | 0  | 1  | 43:23 | +20   | 21   |
| 3.  | EC Pfaffenhofen  | 8  | 4  | 2  | 1  | 1  | 36:28 | +8    | 17   |
| 4.  | EHC Klostersee   | 8  | 5  | 0  | 0  | 3  | 28:18 | +10   | 15   |
| 5.  | ESC Geretsried   | 8  | 3  | 1  | 2  | 2  | 43:33 | +10   | 13   |
| 6.  | TSV Erding       | 8  | 4  | 0  | 1  | 3  | 25:27 | −2    | 13   |
| 7.  | ESC Kempten      | 7  | 2  | 1  | 2  | 2  | 33:32 | +1    | 10   |
| 8.  | ESV Buchloe      | 8  | 3  | 0  | 1  | 4  | 20:25 | −5    | 10   |
| 9.  | ERV Schweinfurt  | 8  | 3  | 0  | 0  | 5  | 18:31 | −13   | 9    |
| 10. | ESC Dorfen       | 6  | 2  | 1  | 0  | 3  | 24:39 | −15   | 8    |
| 11. | EA Schongau      | 6  | 2  | 0  | 1  | 3  | 18:22 | −4    | 7    |
| 12. | ERSC Amberg      | 7  | 2  | 0  | 1  | 4  | 26:35 | −9    | 7    |
| 13. | VfE Ulm/Neu-Ulm  | 7  | 1  | 1  | 1  | 4  | 23:28 | −5    | 6    |
| 14. | EHC Königsbrunn  | 7  | 1  | 0  | 0  | 6  | 12:32 | −21   | 3    |
| 15. | TSV Peißenberg   | 5  | 0  | 1  | 0  | 4  | 16:21 | −5    | 2    |

Abkürzungen: Sp = Spiele, S3 = Siege, S2 = Siege nach Verlängerung oder Penaltyschießen, N1 = Niederlagen nach Verlängerung oder Penaltyschießen, N0 = Niederlagen, T = Tore, GT = Gegentore
 Qualifiziert für die Verzahnungsrunde  Teilnehmer Abstiegsrunde